# العلاج المتمركز حول العميل
مدرسة العلاج المتمركز حول العميل أو مدرسة العلاج المتمركز حول الشخص (بالإنجليزية: Person-centered therapy)‏ هي العمل الرئيسي الذي نشره كارل روجرز عام 1951. وتُعد من أوضح الأمثلة على المدارس الإنسانية في العلاج النفسي. صنفها النقاد كونها ممارسة لعلاقة إنسانية عميقة من الفهم والقبول حيث يقوم المعالج بإظهار الانفتاح والتعاطف والتقدير الإيجابي غير المشروط، مع أهمية إبرازه الاستماع العميق المتمعن للعميل والمحاولة الأمينة للدخول إلى عالمه الخاص لمساعدته على التعبير عن ذاته وتطويرها.
تُؤكد هذه المدرسة على أن العميل هو مركز العملية المشورية وليس المعالج، حيث أنها تؤمن أن كل إنسان لديه القدرة الكامنة على التعامل مع مشكلاته واستخراج الموارد الكامنة في نفسه لإزالة الأسباب المعوقة لنموه الشخصي. كما تُوكد أيضًا على أولوية الفرد في مقابل الجمود والعقائدية الموجودة سواء في الدين أو في المدارس النفسية الجامدة مثل التحليل النفسي الكلاسيكي.

## المبادئ التوجيهية
وضع كارل روجرز عام 1951 المبادئ التوجيهية التي ينبغي على اختصاصي علم النفس اتباعها خلال الجلسة العلاجية مع المسترشد. وتكمن هذه المبادئ في التحلي بالاحترام الإيجابي غير المشروط والمشاركة الوجدانية والصدق. وكان روجز يسعى بشكل أساسي إلى تطبيق هذه القواعد لمساعدة العميل على تحويل ما لديه من إمكانات وطاقات إلى واقع، وهو ما يُطلق عليه مصطلح تحقيق الذات. ولكن وفقًا لروجز، لا يتم تحقيق الذات إلا بعد الوفاء بالحاجة إلى الاحترام الإيجابي واحترام النفس الإيجابي واكتساب مفهوم الذات. لذا فإن إجادة التقمص كأحد الإرشادات الأساسية في العلاج يُساعد العميل على التحرك نحو تحقيق الذات. ويساعد استخدام المشاركة الوجدانية في العلاج المتمركز حول العميل على فهم المسترشد والمشكلات التي يعاني منها بشكل أفضل. كما يرتبط بالمواجدة السليمة لأن روجرز لم يكن يقصد مجرد إشعار المسترشد بأنه محل للعطف بل يجب على اختصاصي علم النفس أن يتوافق مع احتياجات المسترشد وآرائه. ولتحقيق ذلك، يجب أن يكون الاختصاصي النفسي قارئًا دقيقًا للأشخاص.
تؤمن هذه المدرسة بالعديد من القيم التالية: لا يجب تجزئة الإنسان إلى مكونات مثل الفكر والمشاعر والإرادة والسلوك وغير ذلك، وإنما تجب دراسته ككل متكامل وشخصية فريدة. ما يقوله العميل عن نفسه أكثر أهمية في العملية العلاجية من ملاحظات أو تحليلات المعالج، حيث أن كل من العميل والمعالج مشتركان معًا في عملية مستمرة من تحقيق الذات، فيجب عليهما، وبالأخص المعالج، أن يعمل على الدخول إلى الخبرة الذاتية للعميل ولنفسه في ذات الوقت. لذلك، فإن الحدس المباشر والتواصل الوجداني أو المواجدة يُعتبران من أهم الطرق للحصول على البصيرة والمعرفة. تعتبر أن أحلام وطموحات وأهداف وقيم العميل أكثر أهمية في تحديد سلوكه من خلفياته البيولوجية أو الثقافية أو الأسرية. تُركز هذه المدرسة على صفات محددة في الشخصية الإنسانية مثل القدرة على الاختيار والإبداع وتحقيق الذات. كما تُؤمن بأن الأفراد لديهم القدرة على الاختيار الحر المسئول وليست سلوكياتهم مجرد رد فعل لعوامل بيولوجية أو مؤثرات مجتمعية.